# Emmet Feigenberg
Emmet Feigenberg (født 10. november 1954) har været skuespilchef på Det Kongelige Teater i København fra 1. marts 2008 til 2015.

## Familien
Emmet Feigenberg er gift med Anne Birgitte Lind Feigenberg, bror til Gerz Feigenberg og søn af Meïr Feigenberg og Pia Ahnfelt-Rønne